# Martin Ruane
Martin Ruane (Camberwell, 10 oktober 1946 – aldaar, 29 november 1998) was een Engels professioneel worstelaar van Ierse afkomst. Ruane was bekend onder zijn ringnaam Giant Haystacks en worstelde in vele shows van diverse organisaties die worstelshows promootten in onder andere Engeland, de Verenigde Staten, Canada, India en Zimbabwe.
Ruane was bekend om zijn grote lichaam, hij was 2,03 m lang en woog op zijn zwaarst 311 kg.

## Carrière
Onder promoter Brian Dixon werd Ruane bekend als Giant Haystacks, gebaseerd op de Amerikaanse worstelster William Calhoun alias "Haystacks Calhoun".
Ruane begon te worstelen in 1967 en worstelde over de hele wereld. Hij had een langdurende feud ("ruzie") met Big Daddy, met als resultaat hoge kijkcijfers op Britain's ITV.
Ruane worstelde in Calgary, Canada voor Stu Hart's "Stampede Wrestling" onder zijn ringnaam The Loch Ness Monster en had als manager J.R. Foley uit  Liverpool, Engeland.
In 1996 debuteerde Ruane in de Verenigde Staten voor World Championship Wrestling (WCW), onder de ringnaam Loch Ness. Hij werd lid van Dungeon of Doom en feuded met Hulk Hogan, wat niet lang duurde aangezien Ruane de diagnose "het maligne lymfoom" (een vorm van kanker) kreeg en terugkeerde naar Groot-Brittannië.

## Films
Ruane verscheen in 1981 in de film La Guerre du feu en in 1984 in de film Give My Regards to Broad Street, geschreven door Paul McCartney, die een bekende van Ruane was en hem vroeg om in de film te spelen.

## In het worstelen
- Finishers
  - Standing or running Elbow drop
  - Standing splash

## Prestaties
- British Wrestling Federation
  - BWF European Heavyweight Championship (1 keer)
  - Joint Promotions British Heavyweight Championship (1 keer)
- Stampede Wrestling
  - Stampede International Tag Team Championship (2 keer; 1x met Dynamite Kid en 1x met Bret Hart)

## Privéleven
Ruane was een diepgelovig man en weigerde te worstelen op zondagen. Hij overleed op 52-jarige leeftijd aan het maligne lymfoom.